# Zuo Si
Zuo Si (em chinês: 左思, de nome cortês Taichong - 太沖 -, viveu em torno de 250 - 305, embora a data precisa seja incerta e outros sugerem ser 253-309 d.C.), foi um escritor da dinastia Jin ocidental, provindo de uma família tradicionalmente confucionista. Zuo Si influenciou o notável alquimista Ge Hong da dinastia Jin. Na Dinastia Jin a ênfase por anos foi no formalismo, não havia naquele momento poesia e, apenas Zuo Si, teve diferenças de estilo.